# Ситниково (Омская область)
Ситниково — село в Нижнеомском районе Омской области. Административный центр Ситниковского сельского поселения.

## История
Основано в 1726 г. В 1928 г. деревня Ситниково состояла из 90 хозяйств, основное население — русские. Центр Ситниковского сельсовета Еланского района Омского округа Сибирского края.

## Население
| 2010 |
| ---- |
| 536  |